# 개화산
개화산(開花山)은 대한민국 서울특별시 강서구 개화동에 있는 산이다. 원래 이름은 주룡산이라고도 하고 개화산(開火山), 개화산(開化山), 봉화뚝이라고도 한다.

## 현황
산 전체가 강서구 근린공원 16번 개화산근린공원으로 지정되어 있으며, 강서둘레길 중 제1코스인 개화산 숲길이 조성되어 있다.
산 북동쪽에는 약사사가, 남서쪽에는 미타사가 있다.

## 전해오는 이야기
신라 때에 주룡(主龍) 선생이라는 한 도인이 이 산에 살면서 매년 9월 9일에는 동자 두 세 명과 더불어 높은 곳에 올라가 술을 마시며 구일용산음이라 하였으므로 주룡산이라고 하였다. 선생이 돌아간 후에 그 자리에는 이상한 꽃 한 송이가 피어났다. 이를 두고 사람들은 개화산이라 일컬었다. 선생이 살던 곳에 언제부터인지(고려 때) 절이 생겼고 절 이름을 개화사라고 하였다고 한다.
개화사 절에는 약효가 좋다고 하는 약수 때문인지 조선 말기 쯤에 절 이름이 약사사로 바뀌었다. 산 정상에는 조선시대 사용했던 봉화대가 있었다. 한편 산의 형상이 꽃피는 형국이라 하여 개화산이라고 한다. 전라도 순천에서 오는 봉화를 받아 남산 제5봉수에 전하였다.

## 사건
2018년 1월 27일 오후 5시 10분에 개화산 높이 128m 지점에서 불이 나 남성 1명이 숨진 채 발견됐다. 이 화재로 낙엽과 잡목 등 30여 제곱미터가 불탔다.

## 사진

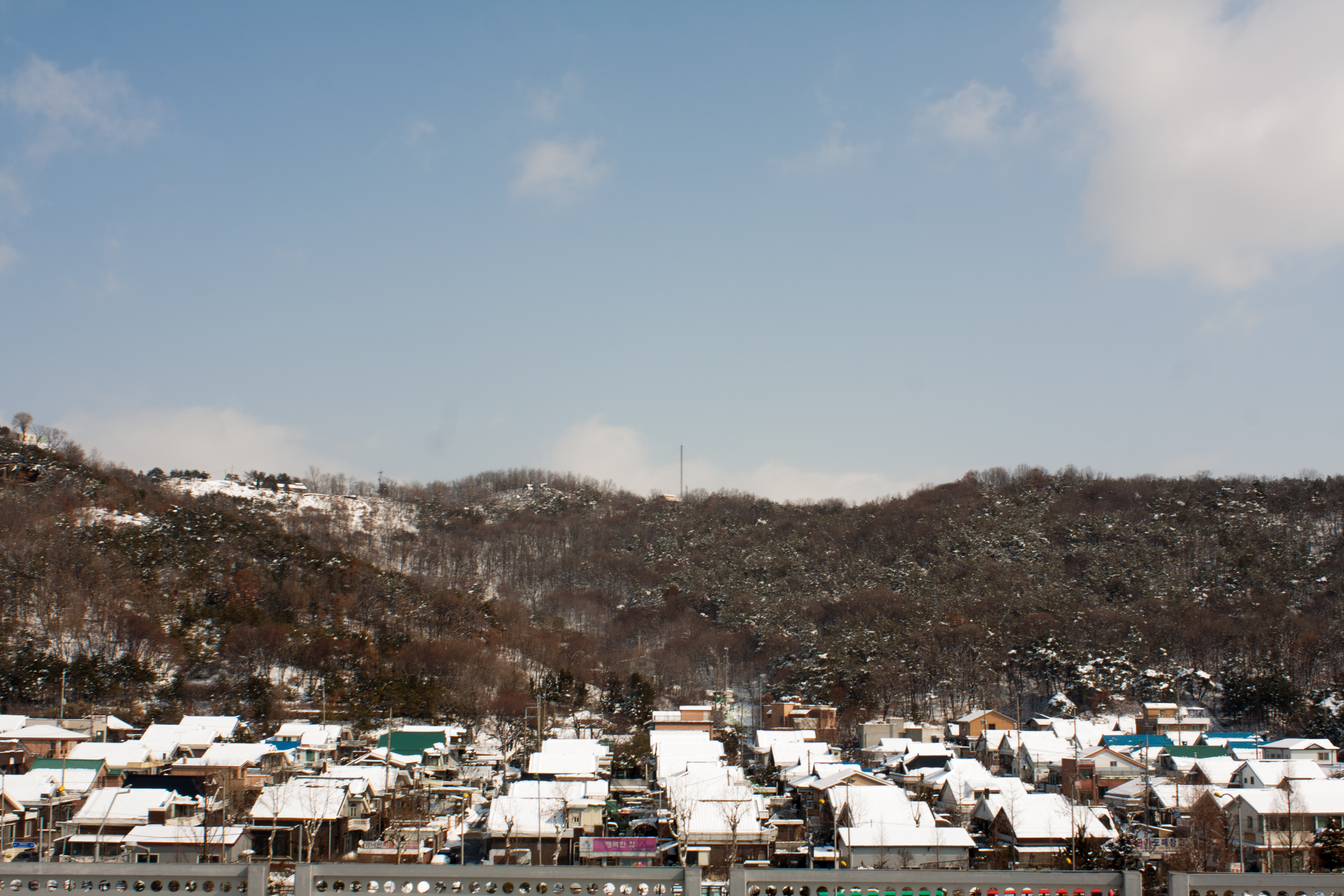
개화산역 쪽 개화산(좌)
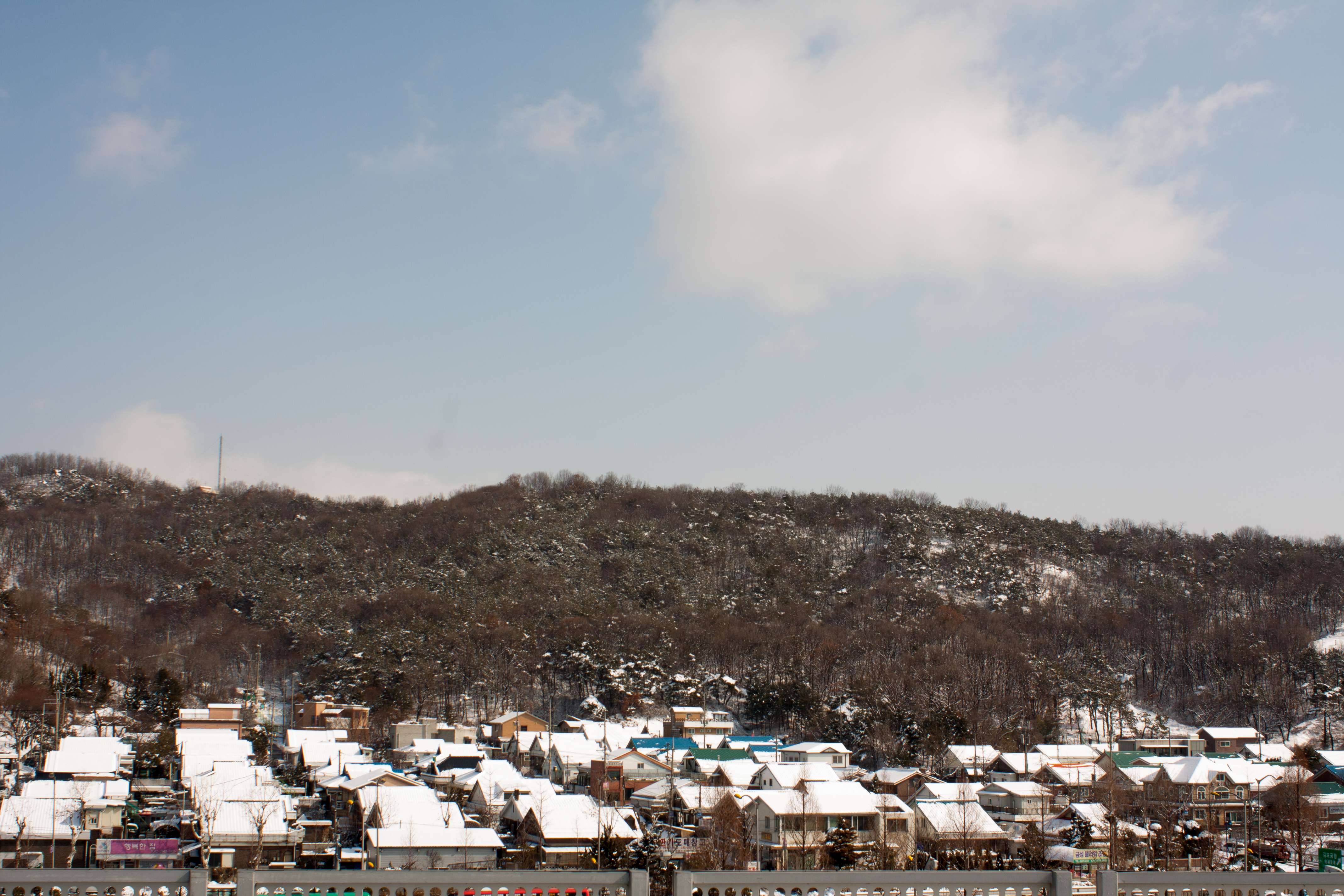
개화산역 쪽 개화산(우)

## 같이 보기
- 한국의 산
- 개화산역
- 서울의 산 목록
- 개화동로
- 개화길